# مالانووکو
مالانووکو (به لاتین: Malanówko) یک روستا در لهستان است که در گمینا موخووو واقع شده‌است.